# Club Deportivo Alianza Unicachi
El Club Deportivo Alianza Unicachi fue un club de fútbol de la ciudad de Yunguyo, en la provincia de Yunguyo, en el departamento de Puno, Perú.

## Historia
El Club Deportivo Alianza Unicachi fue fundado el 18 de noviembre de 2010, a partir de la fusión de los clubes Alianza Porvenir y Deportivo Unicachi. En su primer año logró llegar a la final de la Copa Perú, luego de eliminar a tres equipos históricos: Aurora, Sportivo Huracán y ADT, pero la perdió por goles de visita ante Unión Comercio. El subcampeonato le permitió ascender a la Segunda División del Perú.
Alcanzó un meritorio cuarto lugar en la Segunda División 2011. También participó ese año del Torneo Intermedio donde llegó hasta cuartos de final al ser eliminado por Sporting Cristal en definición por penales.
El año siguiente, debido a una sanción recibida por una deuda con la Agremiación de Futbolistas Profesionales del Perú, el club decide retirarse de la Segunda División y pierde sus partidos restantes por walkover. El año 2013 no se presentó a jugar la Copa Perú y desde entonces no volvió a participar de torneos oficiales.

## Datos del club
- Temporadas en Segunda División: 2 (2011 - 2012).
- Mayor goleada conseguida:
  - En campeonatos nacionales de local: Alianza Unicachi 6:1 U. San Marcos (2011).
  - En campeonatos nacionales de visita: FBC Aurora 0:4 Alianza Unicachi (2010).
- Mayor goleada recibida:
  - En campeonatos nacionales de local: Alianza Unicachi 1:4 FBC Aurora (2010).
  - En campeonatos nacionales de visita: Sport Áncash 5:0 Alianza Unicachi (2011).

## Entrenadores
- Gustavo Buena (2010)
- Jorge Ágapo Gonzales (2011)
- Víctor Bullón (2011)
- Jorge Machuca (2011)
- Marco Medina (2011)
- Martín Alemán Palomino (2011)
- Rubén 'Panaderito' Díaz (2012)

## Palmarés

### Torneos nacionales
| Competición nacional | Títulos | Subcampeonatos |
| -------------------- | ------- | -------------- |
| Copa Perú (0/1)      |         | 2010.          |

### Torneos regionales
| Competición regional               | Títulos | Subcampeonatos |
| ---------------------------------- | ------- | -------------- |
| Etapa Regional - Región VIII (1/0) | 2010.   |                |
| Liga Departamental de Puno (1/0)   | 2010.   |                |
| Liga Superior de Puno (0/1)        |         | 2010.          |